# Pastitsio
Pastitsio là một món ăn Hy Lạp. Đây là một biến thể kiểu Ai Cập của Lasagna của Ý, mà không có pho mát. Nó thường gồm lượng lớn penne slathered trong xốt bêsamen với các lớp thịt bò băm nhỏ, hành tây và tương cà, phủ với một ít penne nữa trong xốt bêsamen, phủ thêm với một lớp mỏng xốt bêsamen quét thêm một ít trứng, sau đó được nướng đến mức độ hoàn hảo. Một số người chế biến nó là một biến thể của món pastitsio của Hy Lạp, kết hợp với gebna rūmī, một loại pho mát Hy Lạp giống với pho mát Sardo hoặc Pecorino, cùng với hỗn hợp của penne macaroni và xốt bêsamen, và thường có hai tầng thịt nấu với hành tây.

## Hy Lạp

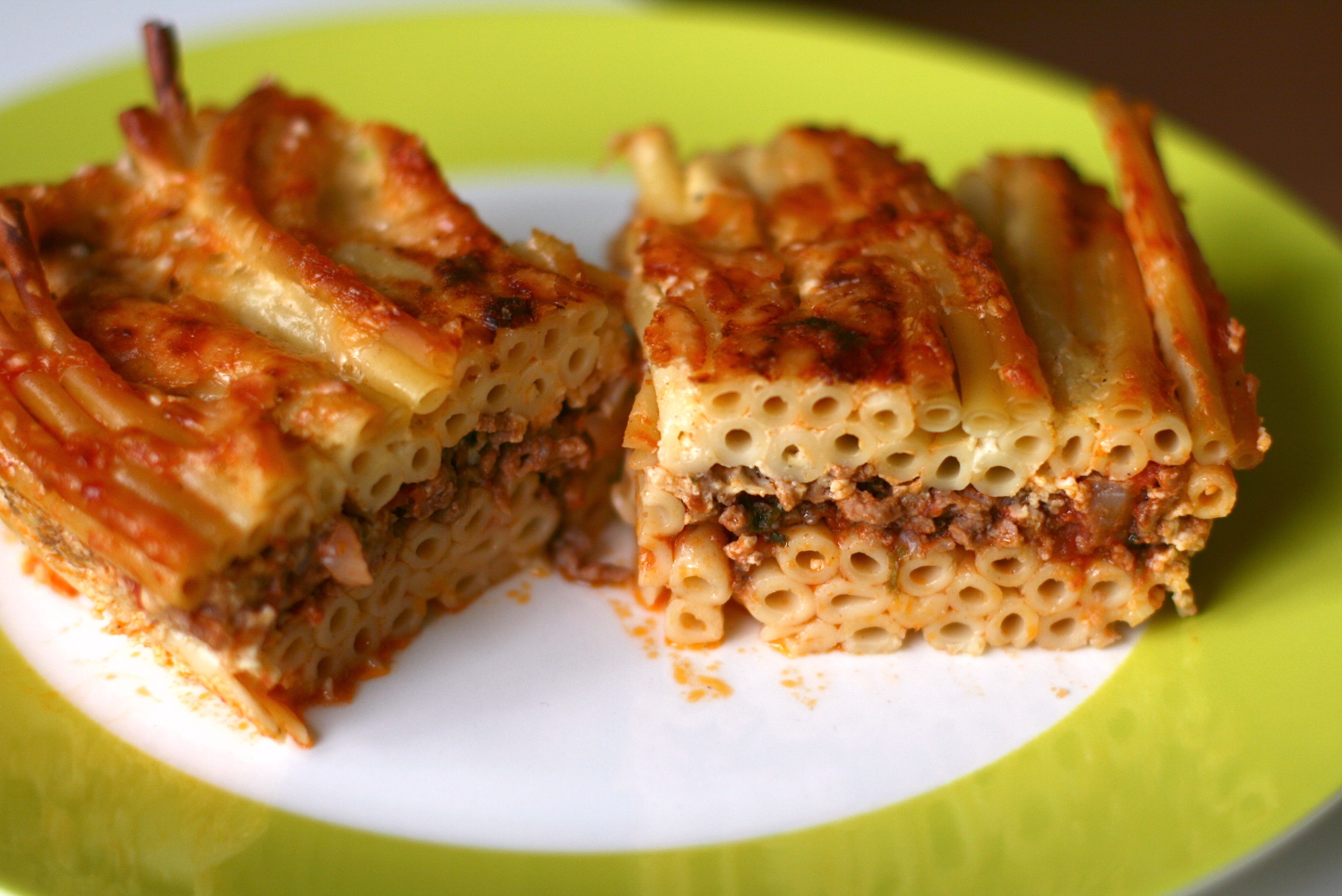
Pastitsio của Hy Lạp

Phiên bản điển hình của Hy Lạp có tầng dưới cùng là bucatini hoặc các loại pasta hình ống khác, với pho mát và trứng là chất gắn kết; tầng giữa là thịt bò, thịt bê hoặc thịt cừu băm với cà chua và quế, nhục đậu khấu hoặc hạt tiêu Giamaica; một tầng pasta nữa; và phủ với tầng xốt, có thể là custard trứng hoặc Bêsamen bột mì hoặc Bêsamen với pho mát (được biết đến là xốt Mornay ở Pháp). Pho mát nạo thường được rắc ở trên. Pastitsio là một món phổ biến, và thường được phục vụ làm món chính, với salad.

## Ai Cập
Macaroni Béchamel (tiếng Ả Rập: المكرونة البشاميل, al-makarūnah al-bashāmīl) là phiên bản Ai Cập. Nó thường được làm bới is pasta penne, một tầng được nấu với thịt ướp và hành tây, xốt Bêsamen hoặc xốt Mornay.

## Malta
Ở Malta, Timpana (cái tên bắt nguồn từ Timballo) được làm bằng cách thả macaroni tái vào xốt cà chua có một lượng nhỏ thịt bò băm hoặc thịt bò muối hộp, thêm với hỗn hợp trứng và pho mát nạo. Đôi khi trứng luộc chín được thêm vào. Sau đó macaroni được gắn vào đế bắn hoặc nắp trước khi nướng.